# Tajú

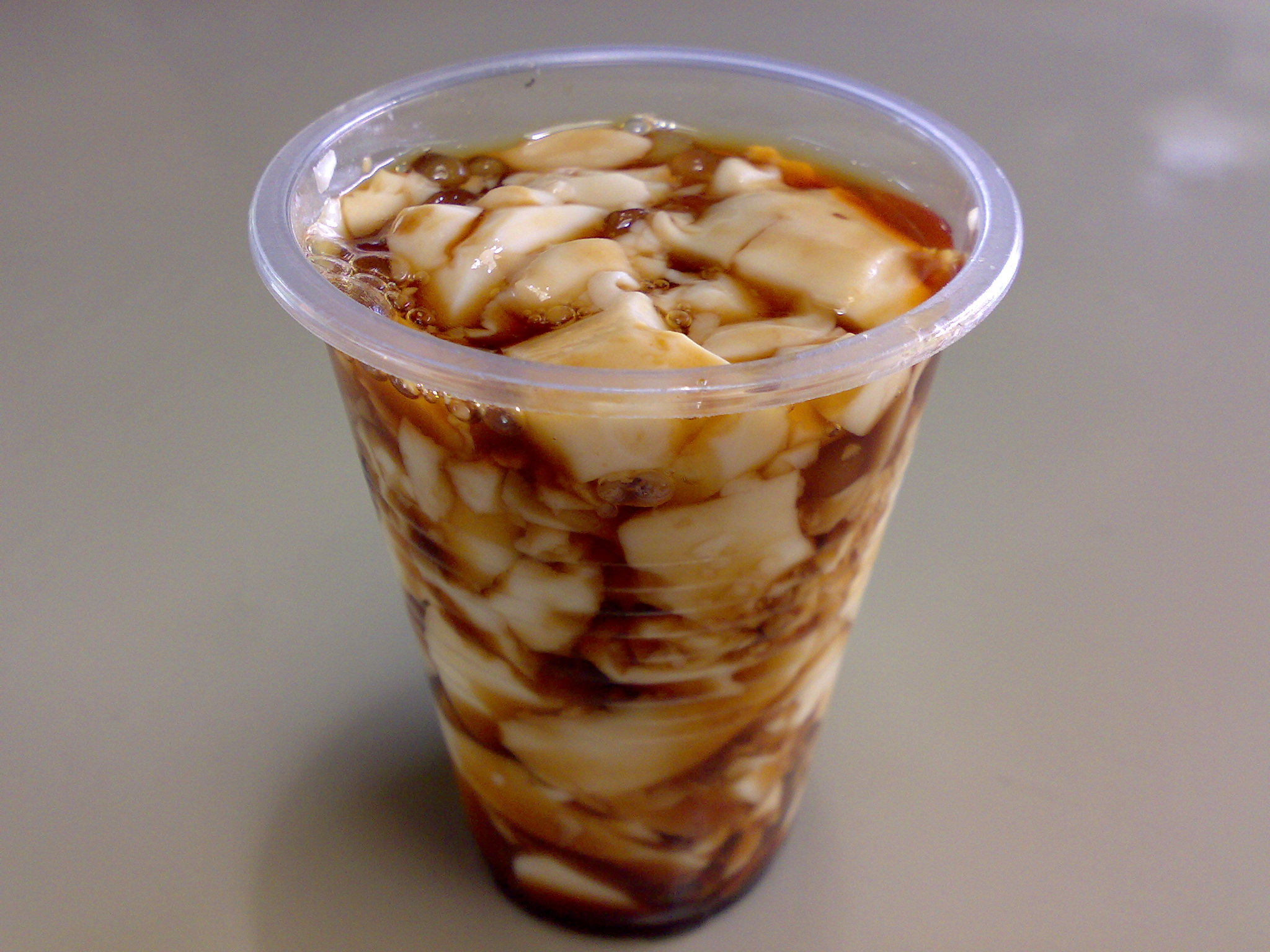
Un vaso de tajú

El tajú (tahok en indonesio; tahu en malasio; taho [tɐˈhɔʔ] en tagalo) es un aperitivo sudoriental hecho de tofu blando fresco, almíbar (azúcar moreno y sirope de vainilla) y perlas de sago (parecidas a las de tapioca). Esta receta básica es un dulce emblemático presente en todo el país.

## Historia
Gracias a registros antiguos resulta evidente que el tajú procede del douhua chino. Antes de las colonización española, los chinos han eran comerciantes habituales en Filipinas, lo que influyó en la cocina del país.

## Preparación
La mayoría de los vendedores de tajú preparan sus productos antes del amanecer. El ingrediente principal, el tofu blando fresco, se prepara con una consistencia muy parecida a las de una crema pastelera muy fina. Entonces se calienta el azúcar moreno y se carameliza para crear un almíbar viscoso de color ámbar. Las perlas de sago, compradas en el mercado local o palengkê, se cuecen hasta que tienen una consistencia gomosa y un aspecto blanco traslúcido.

## Comercialización
El magtataho ([mɐgtɐtɐˈhɔʔ] "vendedor de tajú" en tagalo) es un personaje frecuente en las Filipinas. Porta dos grandes cubos de aluminio que cuelgan en los extremos de un palo. Uno de los cubos (el mayor) lleva el tofu, y el otro, más pequeño, el almíbar y las perlas de sago.
Los vendedores de tajú vocean el producot de una forma peculiar, pronunciando su nombre con una inflexión completa y creciente a medida que caminan a paso lento por las aceras o, en las comunidades rurales, por el centro de la carretera. Como la mayoría de los magtataho tienen una ruta habitual, no es infrecuente que los vendedores voceen para atraer la atención de los clientes. Aunque los vendedores suelen hacer su ruta por la mañana temprano, no es raro que pueda verse a alguno al principio de la tarde o incluso al final de la misma. Esto es especialmente frecuente en el centro de Manila y más concretamente en su bahía.
En Baguio, hay una variedad de tajú que emplea fresas en lugar de almíbar. Otras variantes son con chocolate o buko (coco) y pandan.

## Consumo
La mayoría de los magtataho llevan vasos de plástico para el producto, a menudo de dos tamaños (aunque los vendedores de zonas residenciales tienden a usar los vasos de los clientes y cobran según la cantidad de producto). Usando un sandok o cazo metálico ancho y poco profundo toman la parte superficial de la crema y descartan el exceso de agua, vertiendo el tofu en el vaso. Entonces emplean un cucharón metálico largo y fino para tomar las perlas de sago o tapioca y el almíbar y verterlos en la taza, mezclándolo un poco.
El 'tajú se toma con una cuchara o bien simplemente bebiéndolo directamente del vaso. Aunque tradicionalmente se sirve caliente, también existen versiones frías en supermercados y puestos en cafeterías, que tienen la crema de tofu sólida y sin romper. Estos vasos preenvasados tienden a contener un tofu más firme que necesita romperse para tomarlo y se venden con una cuchara de plástico o un palo de madera.